# Bicazská soutěska
Bicazská soutěska (rumunsky Cheile Bicazului) je jednou z nejpozoruhodnějších přírodních zajímavostí Rumunska. Nachází se v severovýchodní části země na hranicích žup Neamț a Harghita. Soutěska byla vytvořena vodami řeky Bicaz, která tudy protéká. Soutěskou procházela již za římských dob spojnice mezi Moldávií a Sedmihradskem, bývalou hranicí mezi Rumunskem a Uherskem.

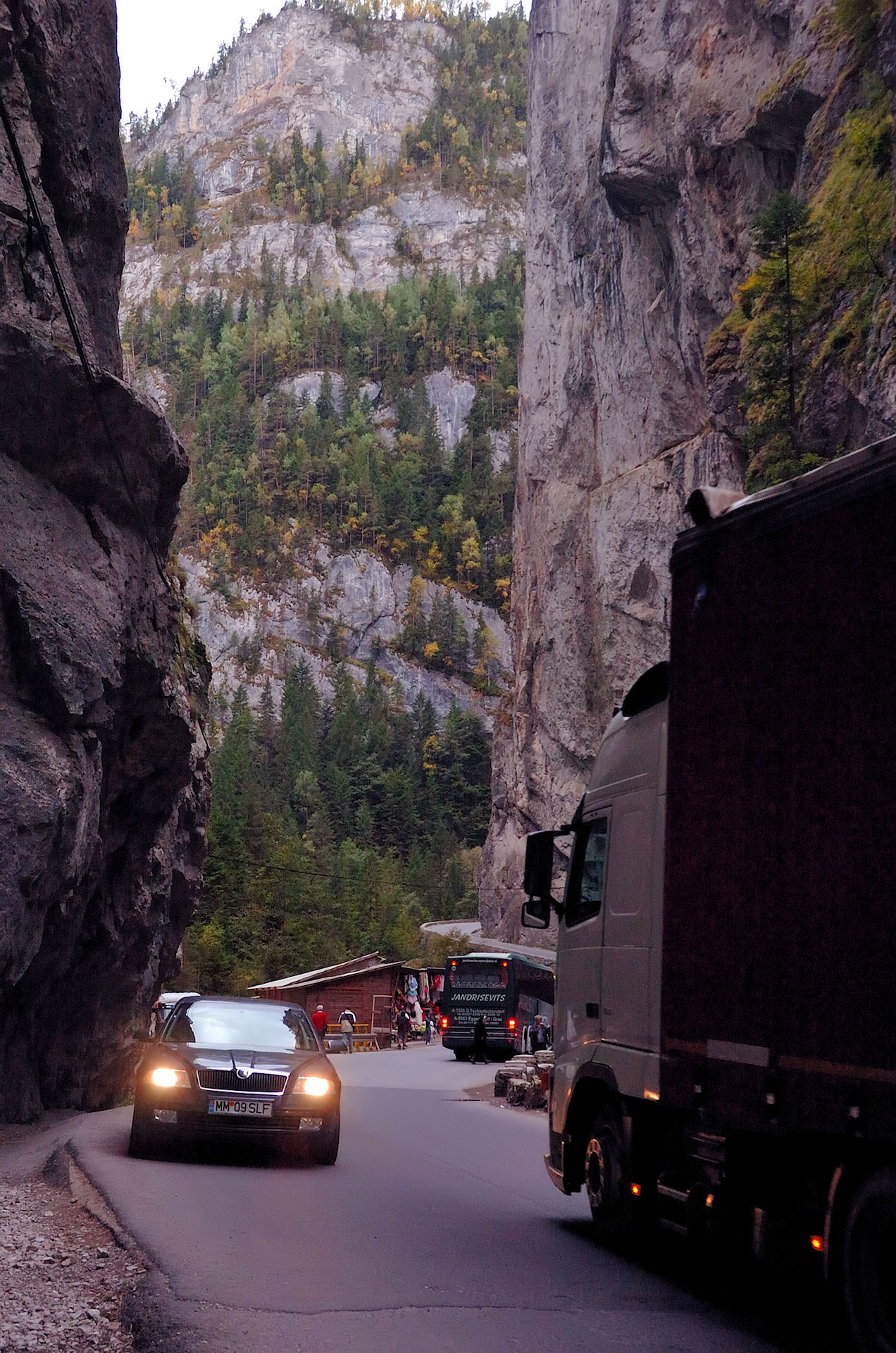
Silnice DN12C

Silnice podél 8 km útesů, často v serpentinách se skalní stěnou na jedné straně a prudkým srázem na straně druhé je jedním z nejpozoruhodnějších v Rumunsku. Součástí soutěsky je jezero Lacul Roşu (v překladu Červené jezero) v nadmořské výšce 980 m, které vzniklo v 19. století sesuvem půdy. Soutěska patří k vyhledávaným místům, vyhledávaným horolezci.
Je známá také výskytem zedníčka skalního.